# Midrasz

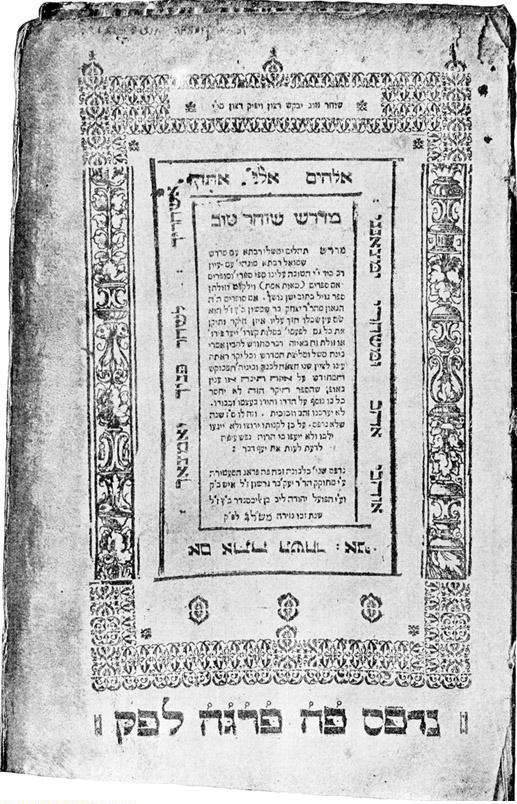
Karta tytułowa Midrasz Tehillim (wyd. Praga, 1613)

Midrasz (hebr. ‏מִדְרָשׁ‎ midrāš, od hebr. ‏דָּרַשׁ‎ dārāš: „szukać”, „badać”, „poszukiwać”, „śledzić”, „głosić”; l.mn. midrāšîm; jid. medresz, l.mn. medroszim) – w judaizmie wieloznaczny termin, w głównym znaczeniu określający rodzaj komentarzy rabinackich, które przyporządkowują treść tradycji do tekstu biblijnego, nawiązujących do historycznej formy stawiania pytań i udzielania odpowiedzi jako kapłańskich pouczeń, a także do prorockiej informacji. Jest typem literatury odnoszącej się do konkretnego, kanonicznego tekstu, uważanego przez autora za objawiony przez Boga. Midrasz jest dziełem pochodnym w stosunku do tekstu biblijnego, lecz pod względem treści, z uwagi na sens owego tekstu, pozostaje stosunkowo niezależny od podstawowego sensu biblijnego i zachowuje możliwość wydobywania nowych, zróżnicowanych znaczeń wyrażeń biblijnych. Midrasze były tworzone przez rabinów – głównie między II a IV w. – w formie ustnej, a w okresie późniejszym (do XI w.) spisywane. Stanowiły materiał wykorzystywany przy redakcji Talmudu.

## Znaczenie wyrażeniamidrasz
Termin midrasz (hebr. ‏מִדְרָשׁ‎; midrāš) pochodzi od hebr. ‏דָּרַשׁ‎, dārāš: „szukać”, „badać”, „poszukiwać”, „śledzić”, „głosić”; l.mn. midrāšîm; jid. medresz, l.mn. medroszim. W Biblii hebrajskiej ma znaczenie „szukania Boga” – w celu poszukiwania rozwiązania w trudnej sytuacji albo w celu poznania przyszłości, co miałoby pomóc w rozwiązaniu trudnej sytuacji. Owo „szukanie Boga” dokonywało się za pośrednictwem wizjonera lub proroka. Później rolę pośrednika zajęła Tora. Z tego powodu wyrażenia „szukanie Boga” i „szukanie Tory” są stosowane synonimicznie (por. Ezd 7,10). Funkcję pośredników-interpretatorów przejęli mędrcy – nauczyciele Izraela i badacze Prawa Bożego. Zarówno oni, jak i rabini szukali Boga nie tylko w Torze, ale w Torze i równocześnie w sytuacjach życiowych. Prorocy poszukiwali woli Bożej w historycznych zbawczych wydarzeniach, a mędrcy odkrywali religijny sens konkretnej życiowej sytuacji w tradycji – w ideach, folklorze, sposobach myślenia i w prawach – która miała korzenie w wydarzeniach historycznych (w tradycji ustnej). W konsekwencji rzeczownik midrāš (l.mn. midrāšîm) w rodzaju męskim oznacza gatunek literacki pismach rabinicznych lub zbiory tekstów Tory ustnej przedstawionej w postaci komentarza do ksiąg biblijnych. Natomiast midrāš rodzaju żeńskiego (l.mn. midrāšôt) oznacza perykopę wyjaśniającą tekst biblijny. Perykopy utworów zawierających materiał Tory ustnej ułożony nie w formie komentarza, ale tematycznie (Miszny, Tosefty i mniejszych utworów) nazywane są mišnāyôt.

Wyrażenie midrasz jest wieloznaczne. Z reguły oznacza ono takie teksty rabinackie, które mniej lub bardziej na bieżąco przyporządkowują treść tradycji do tekstu biblijnego bądź na sposób homilii wiążą je tematycznie w perykopy czytań. Nie zachowały się tego rodzaju pisma z czasów przedchrześcijańskich, chyba że zasięg znaczeniowy tego pojęcia zostałby tak rozszerzony, iż de facto obejmowałoby ono wszystkie tradycje interpretujące i stosujące Biblię. [...] Źródeł tego należy upatrywać w posługiwaniu się czasownikiem darasz oraz rzeczownikiem midrasz. Chodzi o stary terminus technicus zapytywania wyroczni, który w świecie izraelsko–żydowskim odnosił się do stawiania pytań i udzielania odpowiedzi w ramach kapłańskich pouczeń i do prorockiej informacji. Następnie został on przeniesiony na zapytanie skierowane do Pisma Świętego. Szukano wiążącej informacji na konkretne pytanie, na istniejący stan rzeczy, ale nie proszono w pierwszym rzędzie o wyjaśnienie tekstu. Konsekwentnie czasownik i rzeczownik oznaczają zarówno postawienie pytania, jak i udzielenie odpowiedzi.

Prawdopodobnie praprzyczyną pojawienia się tego rodzaju tekstu (midraszu), była Hagada Paschalna (Hagada szel Pesach „Opowieść na [święto] Pesach”), opowieść o historii wyjścia ludu izraelskiego z Egiptu, której podstawowym elementem jest midrasz do Księgi Powtórzonego Prawa (Pp 26, 5–8). Potrzebę powstania egzegezy w formie midraszu wiąże się z reformą judaizmu zapoczątkowaną przez Ezdrasza.
Rzeczownik midrāš występuje w Tanach tylko w dwóch miejscach w 2 Księdze Kronik: 2 Krn 13,22 i 24,27. Septuaginta oddaje ten termin jako βίβλοs („książka”) lub γράφη („pismo”), bardzo prawdopodobne, że w znaczeniu „wyniku dochodzenia”, „badania”, czyli w znaczeniu zbliżonym do „historia”. Zaliczana do literatury żydowskiej okresu Drugiej Świątyni Mądrość Syracha używa tego rzeczownika tylko raz – w znaczeniu uczenia się: „Nawróćcie się do mnie, niewykształceni, i zamieszkajcie w moim domu midrasz”, co zostało przetłumaczone na grekę jako „dom nauczania” lub „dom studiów”. Wspólnota z Kumran używała tego wyrażenia dla szczególnej techniki uczenia się – w halachach i agadach – poprzez rygorystyczne studiowanie i żmudne, dociekanie znaczenia wersetów Biblii. Ustanawiający reguły dla kumrańskiej wspólnoty, Podręcznik Dyscypliny (Serech ha-Jachad) także kilkukrotnie używa określenia dārāš, m.in.: „Jeśli jego droga jest doskonała w towarzystwie, w midraszu i w radzie...” (8, 25–26); „Kiedy oni staną się w Izraelu wspólnotą o takich cechach, oddzielą się od grona niegodziwców, aby udać się tam na pustynię, aby wytyczyć drogę Panu – jak napisano: «a na pustyni oczyśćcie drogę ... wytyczcie na pustyni drogę dla naszego Boga», to jest midrasz Tory [którą] przykazał przez Mojżesza, aby czynić według ze wszystkim, co objawia się w każdej epoce i jako objawione przez proroków przez jego świętego ducha” (8, 12–16). Także Dokument Damasceński (8,29–30) potwierdzał, że metoda midraszu była jedną z podstaw życia tej wspólnoty: „...i że jego czyny są zgodne z midraszem Tory, naśladowanym przez świętych prawych mężów”.
W średniowieczu określenie midrasz używano dla komentarzy haggadycznych. U rabina Szlomo ben Icchaka (Raszi) midrasz wersetu biblijnego to jego haggadyczne wyjaśnienie. Sukcesywnie termin midrasz stawał się synonimem terminu haggada. W czasach nowożytnych zaczął być używany na oznaczenie egzegezy typu haggadycznego albo swobodnego przetworzenia tekstu biblijnego. W takim znaczeniu termin jest odnoszony do pism z Qumran, tekstów Starego Testamentu, Nowego Testamentu, czy np. pism Flawiusza. W późniejszym rabinackim uzusie językowym słowo midrasz było używane na określenie wykładu. Midrasz był zakorzeniony w judaistycznej tradycji prawnej, ale jako uzupełnienie i uzasadnienie konieczności nowych regulacji. Stosowana interpretacja prawa miała naturę swobodną, wykorzystywano w niej legendy, przypowieści, przysłowia lub krótkie opowiadania, sentencje, maksymy i przypowieści obyczajowe. Elementy te były przytaczane z wyjaśnieniem „jak ludzie mówią...” i stanowiły odwołanie do „mądrości z ulicy”.
Termin midrasz bywa stosowana na określenie: metody dokonywania swobodnej interpretacji biblijnej, w tym egzegezy posługującej się metodami hermeneutycznymi; wolnej interpretacji tekstów biblijnych, ukierunkowanej na wywiedzenie nowego prawa lub zyskania dla niego potwierdzenia; środka literackiego używanego dla wprowadzenia nowego zalecenia moralnego; „metody interpretacji, komentowania tekstu biblijnego za pomocą objaśnień, sentencji i przypowieści, wykorzystująca w tym celu tradycję ustną”; metody interpretacji i komentowania tekstów biblijnych poprzez odszukiwanie ich sensu przenośnego, całych antologii tekstów przedstawiających w formie swobodnej tekst biblijny lub nawet dla określenia całej literatury midraszowej.
W judaizmie przeciwieństwem do swobodnej interpretacji micw są egzegetyczne komentarze Prawa – peszarim (hebr. ‏פשר‎, peszer; od aram. peszar = „interpretacja”, „wyjaśnienie”, l.mn. peszarim).
Wspomniany wyżej zakres zróżnicowanych znaczeń sprawia, że sformułowanie precyzyjnej definicji midraszu nastręcza dużą trudność. Gary G. Porton, dyrektor Programu Badań nad Religią i profesor religioznawstwa, historii i literatury porównawczej na Uniwersytecie Illinois w Urbanie i Champaign zaproponował definicję, która zyskała uznanie. Zgodnie z tą definicją:

„Midrasz jest typem literatury, pisanej lub mówionej, w której punktem wyjściowym jest ustalony, kanoniczny tekst, uważany przez midraszystę oraz jego adresatów za objawione słowo Boga, i w którym oryginalny wiersz jest wyraźnie cytowany lub brany pod uwagę. Pod względem formy midrasz jest drugorzędny i pochodny w stosunku do tekstu biblijnego, ale pod względem treści, rozdrabniając tekst Pisma Świętego, midrasz pozostaje względnie niezależny od kontekstualnego sensu biblijnego i ma możność nadawania nowych i wielorakich znaczeń słowom lub całym zwrotom biblijnym”.

Za obszerny midrasz bywa uznawana Księga Mądrości, co – w nurtach zaliczających ją do kanonu Biblii – sprawia, że z tekstu będącego egzegezą Biblii, sama stała się częścią Biblii.

## Charakterystyka

### Sitz im Lebenmidraszy
Kompozycja i ładunek egzegetyczny midraszy mają swoje korzenie w szkołach rabinicznych (bet midrasz), które z kolei wykazywały silną więź z liturgicznymi zgromadzeniami w synagogach (bejt kneset). W szkołach rabinicznych midrasze zyskiwały oparcie w tradycjach halachicznych. Komentowano prawa i przepisy biblijne tak, żeby objaśnić aspekty życia codziennego społeczności żydowskiej. W szkołach praktykowano głównie midrasz egzegetyczny, zwany parszani, w którym analizowano i komentowano tekst biblijny werset po wersie. Z kolei z liturgii synagogalnej midrasz zyskiwał oparcie w tradycjach haggadycznych, bowiem to w synagogach przekazywano i wykazywano sens dogmatyczny Pism.

### Periodyzacja
Początek tworzenia midraszy sięga prawdopodobnie czasów działania soferów, z Ezdraszem na czele, i wiąże się z przekształceniem judaizmu z religii skupionej na kulcie świątynnym do religii opierającej się na Torze.
Ramy czasowe powstawania literatury midraszowej obejmują kilka okresów:
- wczesny okres klasycznych midraszy amoraickich: lata 400–640,
- średni – okres 640–1000,
- późny – okres 1000–1200,
- okres antologii – 1200–1550.

### Formy
Pod względem literackim wyodrębniane są: midrasze halachiczne, które mają za zadanie objaśnianie, omawianie norm postępowania, oraz midrasze hagadyczne, które występują w formie interpretującej wiersze biblijne oraz w formie homiletycznej i zawierają sentencje oraz opowiadania dydaktyczne. Halacha występuje w midraszach w dwóch formach: misznaickiej i midraszowej. Podział taki odzwierciedla dwie formy objawienia w Torze. W Pięcioksięgu przepisy prawne przeplatają się z tekstami narracyjnymi.
Halacha misznaicka nie odwołuje się do tekstu biblijnego, ale bazuje na pojęciu Tory ustnej i zazwyczaj stanowi konkretne zastosowanie danego nakazu biblijnego. Nie odwołuje się przy tym do autorytetu Boga, ale autorytetu ludzkiego, rezerwując sobie prawo pomyłki. Z kolei halacha midraszowa łącząc tekst biblijny oraz sentencje rabinistyczne, by wykazać ich spójność z objawieniem Bożym.

#### Midrasz halachiczny
Midrasz halachiczny jest najstarszym typem midraszu, zawierającego komentarze do warstwy prawnej Księgi Wyjścia, Księgi Kapłańskiej, Księgi Liczb i Księgi Powtórzonego Prawa. Midrasz halachiczny buduje halach („drogę”, „chodzenie”) i dotyczy całego obszaru żydowskiego Prawa oraz jego zastosowań. Na temat każdego z 613 nakazów i zakazów (micwot) Tory mogą powstać zróżnicowane halachy, ale żaden z tworzących te komentarze autorytetów nie kwestionuje samej ich istoty. „Halachą jest wszystko, co dotyczy «normy», do jakiej należy się stosować, wzoru postępowania – praktycznie jest to cała dyskusja rabiniczna zmierzająca do ustalenia interpretacji prawnej. Jednak ta ostatnia, pomimo swego wiążącego charakteru, pozostaje zawsze przedmiotem dyskusji, ponieważ historia może dostarczyć nowych zmiennych, a halach również może ulegać modyfikacjom”. W związku z tym ten sam tekst biblijny może mieć interpretacje różne, ale mimo to uważane za równoważne. Przykładem takich odmiennych szkół interpretacyjnych są łagodniejsza Hillela i bardziej radykalna Szammaja. Tworzeniu midraszy halachicznych towarzyszyło pytanie, jak w praktyce wypełnić wymagania Pisma. Celem tej twórczości było więc wyprowadzenie z danego tekstu biblijnego skonkretyzowanej zasady postępowania, działając w myśl maksymy: „zwracaj się nieustannie do Tory, gdyż w niej wszystko się mieści”.

#### Midrasz hagadyczny
Midrasz hagadyczny (hebr. ‏הַגָּדָה‎, hagada/haggada: „opowiadanie”; jid. hagude, hagode) tworzy interpretacje narracyjnego materiału Tanach i zawiera elementy opowiadań lub motywów ludowych. Egzegeza w midraszu hagadycznym jest swobodniejsza, jest zakorzeniona w tradycji, ale też otwarta na sprawy bieżące życia społeczności. Myśl przewodnia midraszu hagadycznego oscyluje między egzegezą a twórczością poetycką. Midrasz hagadyczny ma z zasady znaczenie dydaktyczne.

## Zbiory midraszy
Stanisław Mędala, powołując się na klasyczne opracowania wprowadzenia do literatury judaistycznej niemieckiego teologa Hermanna L. Stracka i austriackiego judaisty Güntera Stembergera wyróżnia trzy rodzaje midraszy rabinicznych – midrasze halachiczne, midrasze w formie komentarza ciągłego (egzegetyczne) i midrasze homiletyczne.

### Midrasze halachiczne
Midrasze halachiczne były dzielone na tradycje dwóch szkół rabinicznych: szkoły Rabiego Akiwy (Akiba ben Josef) i szkoły rabiego Iszmaela (Iszmael ben Elisza), uczonego z trzeciego pokolenia tannaitów. Midrasze halachiczne były także nazywane midraszami tannaickimi, bowiem zawarte w nich komentarze przypisywano tannaitom. Nowsze badania wykazały jednak, że teksty egzegetyczne tannaitów z tych dwóch szkół zostały poddane pracom redakcyjnym w VI w. Podział midraszy halachicznych na wywodzące się z poszczególnych szkół może mieć wymiar raczej praktyczny niż historyczny. Do midraszy halachicznych zaliczane są zbiory:
1. Mechilta de-Rabi Iszma’el (Mechilta do Księgi Wyjścia, czyli Mechilta rabbiego Iszmaela ben Elisza[24]) – komentarz do 12 (z 40) rozdziałów Księgi Wyjścia (12,1–23,19; 31,12–17; 35,1–3). U podstaw midraszy halachicznych spoczywa zbiór Mechilta[e] (z aram. middah lub kelāl: „zbiór”[34], „miara”, „prawo”, „reguła”[f]; hebr. ‏מכילתא‎)[36][25] zawierający wyjaśnienie części prawnej Księgi Wyjścia (12–23)[14][24]. Termin ten określał „zasady wykładu”, „halachę motywowaną” lub „midrasz halachiczny”[14]. Dzieło zawiera wiele materiałów haggadycznych (rozpoczyna się od 12 rozdziału Księgi Wyjścia, który mówi o święcie Paschy)[24]. Według niemieckiego teologa i judaisty Ferdinanda Webera(inne języki) o zbiorze tym nie ma wzmianki w Talmudzie (zarówno w babilońskim, jak i palestyńskim), jako pierwszy o Mechilcie miał wzmiankować we wstępie do Talmudu w XI w. Samuel ibn Nagrela, przypisując jej autorstwo rabbiemu Iszmaelowi (Iszmaelowi ben Elisza)[37]. Liczne opinie tego uczonego zawarte w Talmudzie, zostały zaczerpnięte z Mechilty, która prawdopodobnie była rezultatem pracy całej „szkoły”, a nie tego jednego uczonego[14]. Mechilta jest zbiorem analitycznym, ukazującym proces myślenia rabinów, natomiast synteza zawarta jest w Misznie[14].
2. Mechilta de Rabi Simeon ben Jochai (Mechilta rabbiego Symeona ben Jochai[24]) – komentarz do Księgi Wyjścia 3,2.7–8; 6,2; 12,1–24,10; 30,20–31,15; 34,12.14.18–26; 35,2. Zaliczany zwyczajowo do szkoły R. Akiby. Oststeczna redakcja miała miejsce w IV w. lub później. Ta mechilta była przywoływana w średniowieczu jako „Mechilta o krzaku gorejącym”[38][24].
3. Sifra (aram. Sifra: „Księga”)[g] – w źródłach palestyńskich midrasz zwany także Tkorath Kohanim („Prawo Kapłanów”[35], „Tora Kapłańska”[38]) jest komentarzem halachicznym do Księgi Kapłańskiej[14][35]. W starożydowskim systemie nauki była pierwszą księgę do nauczania. Sifra zawiera niemal wyłącznie halachę zredagowaną w formie ciągłego komentarza do każdego wersetu, a w niektórych fragmentach nawet do każdego słowa Księgi Kapłańskiej. Dzieli się na 9 traktatów (dibburîm), te z kolei dzielą się na perykopy (pārāššîyôt), zaś perykopy dzielą się na rozdziały (perāqîm)[38]. Według Talmudu autorem tego midraszu miał być rabin Juda ha-Nasi, ale w przedmowie do wydania Sifry w Bukareszcie (1860) rabin Malbim Majer Weiser (Malbim) dowodził, że jej autorem miał być rabin Chija bar Abba II(inne języki)[14]. Ostatecznie zaliczy jest do grupy midraszy ze szkoły Rabiego Akiwy (Akiba ben Josef), a końcowa redakcja jest datowana na drugą połowę III w.[38]
4. Zachowane fragmenty innych komentarzy do Księgi Kapłańskiej i cytaty pozwalają na przypuszczenie, że istniał halachiczny komentarz Mechilta do Księgi Kapłańskiej, autorstwa szkoły Rabiego Iszmaela (Iszmael ben Elisza)[38].
5. Sifrej[g][14][38], Sifre do Księgi Liczb[39] – księga zawierająca komentarz halachiczny i materiały haggadyczne autorstwa szkoły Rabiego Iszmaela. Materiał został poddany ostatecznej redakcji pod koniec III w.[38], która połączyła istniejące wcześniej staropalestyńskie elementy o zróżnicowanej terminologii i metodyce egzegetycznej, pochodzące z różnych źródeł[38]. Zawiera więcej elementów haggadycznych niż Sifra (ale mniej niż w Mechilcie)[14].
6. Sifrej Zuta[g] („Małe księgi”) – komentarz halachiczny do Księgi Liczb ze szkoły Rabiego Akiwy (Akiba ben Josef)[38].
7. Sifre[g] do Księgi Powtórzonego Prawa – egzegetyczny komentarz zawierający halachę i haggadę. Pochodzi ze szkoły Rabiego Akiwy z dodatkami autorstwa ze szkoły Rabiego Iszmaela. W średniowieczu używano odrębny komentarz halachiczny autorstwa ze szkoły Rabiego Iszmaela. Funkcjonował pod nazwą Midrasz Tana’im[38].

### Midrasze w formie komentarza ciągłego (egzegetyczne)
1. Genesis Rabba (lub Bereszit Raba; „Wielka Księga Rodzaju”) – midrasz wyjaśniający słowa, zdania i haggadyczne rozwinięcia, zawiera materiał ze zróżnicowanych, przeważnie ustnych źródeł. Dzieli się na 100 paragrafów (pārāšôt), a niemal każdy z nich przedstawia jedną lub więcej typową dla późniejszych midraszy homiletycznych petichot. Łącznie zawiera 246 petichot. 170 z nich jest anonimowych. Ostateczna redakcja tekstu datowana jest na V w. W Genesis Rabba można odnaleźć fragmenty paralelne z tekstami Józefa Flawiusza, Filona z Aleksandrii i z literaturą międzytestamentalną. Mogły stanowić elementy kontaktów i polemik z chrześcijanami[40]. Autor używał głównie języka hebrajskiego, ale część partii tekstu powstało w języku aramejskim, z silnymi wpływami języka greckiego i łaciny. Genesis Rabba należy do grupy najstarszych, zachowanych do czasów współczesnych midraszy. Wprawdzie tradycja judaistyczna przypisuje autorstwo tekstu żyjącemu w II w. rabbiemu Hoszaji Raba, ale dzieło powstało znacznie później. Ostateczna redakcja nastąpiła prawdopodobnie w V w. Redaktor tekstu wykorzystywał wczesne przekłady Tory na grekę i język aramejski[41].
2. Eka Raba[42], Ejcha Raba, „Wielkie Lamentacje”[43] (także: Midrasz do Lamentacji) – midrasz do księgi Lamentacji. Materiał egzegetyczny zbioru zawarty jest w 34 midraszach homiletycznych petichot. Tekst dzieli się na 5 paragrafów (pārāšôt) korespondujących z 5 rozdziałami Księgi Lamentacji[42]. Znaczna część materiału jest zbieżna z fragmentami Talmudu jerozolimskiego, ale autor midraszu nie czerpał z tekstu Talmudu, lecz najprawdopodobniej obydwa teksty korzystały z szerokiego zbioru wcześniejszych haggad. Należy do grupy najstarszych (obok Be-reszit Raba i Leviticus Raba) midraszy, powstałych w Erec Israel. Zredagowany został w VI w.[43]

### Midrasze homiletyczne
1. Leviticus Raba (najczęściej cytowany jako Wa-Jikra Raba) – homiletyczny midrasz do biblijnej Księgi Kapłańskiej, składający się z 37 homilii. Każda z nich zaczyna się wprowadzeniem (petich-ta), po nim następuje rozwinięcie (gûfā, „trzon”), a kończy się inwokacją o wymowie eschatologicznej (ḥătîmāh). Być może podział zbioru na 37 homilii jest związany z 3-letnim cyklem synagogalnym i takim podziałem Księgi Kapłańskiej. Mimo literackiego charakteru tekstu, możliwe, że powstał na bazie konkretnych homilii wygłaszanych w palestyńskich synagogach. Analiza językowa wskazuje na pokrewieństwo tego zbioru z Genesis Rabba[42]. Należy do grupy najstarszych midraszy, powstałych w Erec Israel, w pokoleniu żyjących w III i IV w. palestyńskich amoraitów[44]. Ostateczna redakcja miała miejsce w V lub na początku VI w.[42], prawdopodobnie w Tyberiadzie. Tekst został zapisany mieszaniną języka hebrajskiego i aramejskiego, z domieszką greki[44].
2. Pesikta de Rab Kahana („rozdział”) – składający się z 22–32 rozdziałów (pisqā'ôt) zbiór komentarzy do fragmentów czytań synagogalnych na dni świąteczne i ważniejsze szabaty. Wbrew używanej nazwie autorstwo zbioru nie jest jasne. Sześciu rabinów o imieniu Kahan pochodziło z Babilonii, tymczasem tekst powstał w Palestynie[42].
3. Pesikta Rabati (aram. ‏פְּסִיקְתָּא רַבָּתִי‎[45], „Wielki rozdział”) – zbiór składający się z 47 homilii synagogalnych na dni świąteczne i ważniejsze szabaty. W zbiorze można wyodrębnić 5–6 źródeł: Yelammede-nuQuelle, homilie z Pesikta de Raw Kahana, tekst nawiązujący do poprzedniego zbioru, homilie o Duchu Świętości (Ruach ha-Kodesz), Midrasz o dziesięciu przykazaniach[h] (Midrasz Aseret ha-Dibrot[46]). Datacja nie jest jasna. Być może był to VI lub początek VII w.[42], a być może VII-XI w.[46]
4. Tanchuma (lub Jelamedenu) – zbiór literackich homilii do całej Tory utworzonych jako komentarze do 3-letniego cyklu synagogalnych czytań w Palestynie. Poszczególne homilie zaczynają się zwykle formułą wprowadzającą: jelamdenu rawenu („pozwólmy uczyć się naszym ojcom”). Ostateczna redakcja tekstu datowana jest na XI w.[42]
5. Exodus Raba[47] (Szmot Raba, „Wielkie Słowa” [Imiona][48]) – zbiór homilii, zależny od tekstów wcześniejszych[42], stanowiący midrasz do Księgi Wyjścia. Składał się z 52 rozdziałów. Z tekstu można wyodrębnić dwie części:
  - rozdziały 1–14 stanowią homiletyczną interpretację tekstu Księgi Wyjścia werset po wersecie, aż do Wj 12,2, czyli do miejsca w którym rozpoczyna się Mechilta de-Rabi Iszmael. Autor tej części posługiwał się językiem hebrajskim misznaickim, z wpływami wczesnośredniowiecznymi. Jako źródeł używał także tekstów Talmudu jerozolimskiego i Talmudu babilońskiego, midraszy tanaickich i amoraickimi, oraz midraszy tanchuma[48].
  - rozdziały 14–52 stanowią komentarze do Księgi Wyjścia 12–40. Autor używał języka hebrajskiego misznaickiego, z domieszką galilejskiej formy języka aramejskiego, a także odnosił się do tanaickich midraszy. Rzadko używał tekstów Talmudu babilońskiego. Ta część zbioru prawdopodobnie powstała w IX w., a w XI w. została połączona z częścią pierwszą. Zbiór po raz pierwszy był cytowany przez Nachmanidesa w komentarzu do Tory[48].
6. Numeri Raba[47] (Be-midbar Raba) – egzegetyczno-homiletyczny midrasz do Księgi Liczb (stanowiący część Midraszu Raba). Dzieli się na 23 paragrafy. Zauważalne jest zróżnicowanie poszczególnych fragmentów tekstu. Partie początkowe są wyraźnie bardziej szczegółowe. Najprawdopodobniej stanowi więc kompilację dwóch odrębnych komentarzy do Księgi Liczb (do rozdziałów 1-7 oraz rozdziałów 9-36). Kompilacja nastąpiła prawdopodobnie w XIII w. Część pierwsza została zapisana w języku hebrajskim misznaickim, z elementami jęz. hebrajskiego wczesnośredniowiecznego, natomiast część druga wykazuje znaczne pokrewieństwo z midraszem Tanchuma[49].
7. Deuteronommium Raba (Dewarim Raba, „Wielkie Słowa”[50]), Midrasz do Księgi Powtórzonego Prawa[47] – zbiór homilii, z których każdą rozpoczyna postawienie prostego pytania w kwestii halach. Zbiór nie jest dokładnym komentarzem do Pwt podążającym za kolejnymi wersetami. Oprócz homilii ujętych w standardowych wydaniach Deuteronommium Raba włączane są także inne teksty, zwane „kazaniami dodatkowymi”. Zbiór stanowi jedną z najmłodszych części Midrasz Raba. Najprawdopodobniej powstał na terenie Palestyny. Biorąc pod uwagę, że zawiera cytaty z tekstów powstałych w IV w., a także wzmianki polemiczne na temat Karaimów, należy uznać, że tekst został spisany w IX w. lub nawet później[50].

### Mniejsze zbiory midraszy
1. Midrasz Agur, Misznat R. Eliezer lub Midrasz Szloszim u-Sztajim Midot – midrasz do Księgi Przysłów 30, 1–3 (Ten rozdział rozpoczyna się od słów: „Słowa Agura, syna Jake z Massy...”[51]). Zredagowany w języku hebrajskim, ale z wtrąceniami arabskimi. Najprawdopodobniej zredagowany w Erec Israel około połowy VIII w. Po raz pierwszy wydany drukiem w Safed w 1626 przez Menachema de Lonzano. Nie zachował się żaden egzemplarz z tego wydania[52].
2. Szir ha-Szirim Zuta (hebr., „Mniejsza Pieśń nad pieśniami”)[53], Agada Szir ha-Szirim[53][54] (hebr., „Hagada [do] Pieśni nad pieśniami”) – midrasz homiletyczny do księgi Pieśń nad pieśniami. Zawiera bogaty materiał hagadyczny, także o charakterze mesjańskim. W przeciwieństwie jednak do Szir ha-Szirim Raba nie jest tak systematycznym wykładem do tej księgi[53]. Zawiera liczne fragmenty z innych midraszy (w tym takich które się nie zachowały)[54]. Rękopis tego midraszu został (razem z midraszami do trzech kolejnych megilot) został odnaleziony w Parmie i 1895 łącznie wydane drukiem przez S. Bubera jako Midrasz Zuta. Ostateczna redakcja midraszu pochodzi prawdopodobnie z IX w.[53], choć bywa datowany także na okres „nie wcześniejszy niż X wiek”[52].
3. Szir ha-Szirim Raba (hebr., „Wielka Pieśń nad pieśniami”), Midrasz Chazita („Midrasz Widziałeś”[i]) – homiletyczny midrasz do Pieśni nad pieśniami. Jest podzielony, tak jak sam tekst biblijnej księgi, na osiem części. Tekst z biblijnej księgi jest przywoływany werset po wersecie lub nawet słowo po słowie. Stanowi systematyczny wykład na temat Pieśni nad pieśniami, który jest oparty na wypracowanej przez tannaitów interpretacji tej księgi, zgodnie z którą Pieśń nad pieśniami jest alegorią przedstawiającą dialog Boga z ludem Izraela. Midrasz został zredagowany w klasycznym języku hebrajskim, z dodatkiem galilejskiej odmiany języka aramejskiego, oraz wtrąceniami słów greckich. Midrasz prawdopodobnie powstał w Palestynie w VI w.[55]
4. Rut Zuta („Mniejsza Rut”), lub Midrasz Megilat Rut be-Fanim Acherim („Inne aspekty midraszu do zwoju Rut”) – midrasz wtórny, opracowany na podstawie Rut Raba, Talmudu babilońskiego i innych tekstów[54][52].
5. Kohelet Raba, Eklezjastes Raba – homiletyczny midrasz do Księgi Koheleta. Składa się z 4 części. Tekst z biblijnej księgi jest przywoływany werset po wersecie. W warstwie interpretacyjnej widoczne nadawanie tekstowi wymiaru alegorycznego, co sprawia, że wypowiedzi narratora zyskały wydźwięk religijnego optymizmu. Autor wykorzystał w tekście fragmenty Talmudu jerozolimskiego oraz tak zwane Małe traktaty talmudyczne, co pozwala na przybliżenie datowania ostatecznej redakcji na VII–IX w. Fragmenty Kohelet Raba zostały z kolei wykorzystane w redakcji midraszu Rut Raba[56].
6. Kohelet Zuta („Mniejszy Eklezjastes”) – homiletyczny midrasz do Księgi Koheleta, będący skróconą wersją Kohelet Raba, jednak zyskał znacznie większą popularność niż pierwowzór. Ostateczna redakcja prawdopodobnie nastąpiła w X w.[54][52]
7. Ejcha Zuta[57] („Mniejsze Lamentacje”) – midrasz do pierwszych trzech wersetów Lamentacji Jeremiasza, zawierający aggadę na temat zniszczenia Świątyni Jerozolimskiej. Zachowały się dwie, zróżnicowane wersje midraszu. Obie zostały zredagowane nie wcześniej niż w X w.[52]
8. Panim Acherim le-Ester, Nusach Alef („Inne aspekty midraszu do zwoju Estery”) – krótki zbiór agad i homilii na temat Księgi Estery, które zostały zebrane z różnych źródeł (między innymi: Ester Raba, babiloński midrasz o Esterze, Midrasz Abba Gurion, Pirke de Rabi Eliezer). Tekst został zredagowany nie wcześniej niż w XII w.[54][52]
9. Midrasz Jona – agadyczny midrasz do Księgi Jonasza. Tekst utworzony czystym, ale sztucznym językiem hebrajskim, z wykorzystaniem Pirkej de Rabi Eliezer i Talmudu babilońskiego. Tekst został zredagowany nie wcześniej niż w VIII w.[52]
10. Midrasz Hallel – midrasz do Hallelu (psalmy od 113 do 118). Autor wykorzystał Midrasz Tehilim oraz literaturę Hekhalot[52].
11. Midrasz Esfa (hebr. ‏מדרש אספה‎) – midrasz do Księgi Liczb, w znacznej części się nie zachował. Tytuł pochodzi od słów wprowadzających: „Zbierz (esfa) mi siedemdziesięciu mężów spośród starszych Izraela” (Lb 11,16). Tekst powstał nie wcześniej niż pod koniec VII w., ale w IX w. był już znany babilońskiemu gaonowi[54][58].
12. Midrasz Eser Galujot („Midrasz o dziesięciu wypędzeniach”) – tekst zachował się w kilku rękopisach, w odmiennych wersjach. Powstał nie wcześniej niż w IX w.[54][58]
13. Midrasz Szalosz We-Arba („Midrasz Trzy i Cztery”), lub Pirkej Rabenu ha-Kadosz, lub Ma’ase Tora lub Chupat Elijahu – tekst zachował się w kilku rękopisach, w odmiennych wersjach, ale tylko niektóre z nich zostały opublikowane. Tekst został zredagowany nie wcześniej niż w IX w.[58]
14. Otjot de-R. Akiva („Listy rabina Akiwy”) lub Alef Bet de-R. Akiva („Alfabet rabina Akiwy”) – tekst zachował się w kilku rękopisach, w odmiennych wersjach, ale tylko niektóre z nich zostały opublikowane. Tekst prawdopodobnie został zredagowany w IX w.[58]
15. Midrasz Chaserot wi-Jitrot – tekst zachował się w kilku rękopisach, w odmiennych wersjach, ale tylko niektóre z nich zostały opublikowane. Tekst został zredagowany nie wcześniej niż w IX w.[58]
16. Midrasz Awkir (nazwa od pierwszych liter formuły: hebr. ‏אָמֵן בְּיָמֵינוּ כֵּן יְהִי רָצוֹן‎ (amen be-jameinu ken jihi racon), która kończy każdą homilię – niezachowany do czasów współczesnych midrasz. Fragmenty zachowały się jednak w innych midraszach, np. w Jalkut Szimoni („Antologia Szymona”). Prawdopodobnie był to midrasz do Księgi Rodzaju (Genesis) i Księgi Wyjścia (Exodus). Cytowany był na początku XIII w.[58]
17. Midrasz Tadszej[59] (hebr. ‏מדרש תדשא‎) lub Barajta de-R. Pinchas b. Ja’ir[j] – pseudoepigraficzny midrasz mówiący symbolicznym znaczeniu naczyń, używanych w Świątyni Jerozolimskiej. Tekst został zredagowany nie później niż w 1000 roku, bowiem tekst był użyty przez Mojżesza ha-Darszana[58][59].
18. Kise we-ipodromin szel Szlomo ha-melech – midrasz będący aggadyczną opowieścią z okresu bizantyńskiego, w której Salomon jest przesstawiony jako cesarz bizantyński, organizujący wyścigi na hipodromie. Barwy ubiorów poszczególnych grup dworzan są opisane jako kolory różnych frakcji cyrku. Redakacja pierwszej części jest datowana na XI w.[58]
19. Sefer ha-Jaszar (hebr. ‏ספר הישר‎, „Księga Jaszara”) – midrasz odpowiadający narracyjnym częściom Tory. Autor wykorzystał fragmenty tekstów: Genesis Raba, Pirkej de Rabi Eliezer, Midrasz wa-Jisa’u, Midrasz Awkir i Talmud babiloński, a także inne starożytne teksty z okresu Drugiej Świątyni. Midrasz jest napisany płynnym, czystym, ale sztucznym językiem pseudobiblijnym hebrajskim. Tekst został zredagowany pod koniec XI w.[60]
20. Midrasz Konen, Adonaj be-chochma jasad Arec – midrasz na temat Stworzenia, nieba, raju i piekła. Wpływ na kształtowanie się midraszu miała mistyczna literatura z początku średniowiecza oraz źródła apokaliptyczne z okresu Drugiej Świątyni. Tekst został zredagowany nie wcześniej niż około XI w. Istnieją inne wersje tego utworu[61].
21. Wa-Jechulu (hebr. ‏וַיְכֻלּוּ‎)[k] – midrasz do Księgi Rodzaju. Tekst nie zachował się do czasów współczesnych. Powstał prawdopodobnie nie wcześniej niż w końcu X w., ale z kolei był cytowany od połowy XII w. Zachowane w cytatach fragmenty pozwalają na stwierdzenie, że autor wykorzystywał midrasz Tanchuma oraz Talmud jerozolimski(inne języki)[61].
22. Wajosza[63] (hebr. ‏מדרש ויושע‎; Wa-Josza)[l] – aggadyczny midrasz o Kantyku Mojżesza[61] i wydarzeniach towarzyszących Wyjściu Izraelitów z Egiptu[63]. Według tekstu faraon miał zostać zabrany przez Archanioła Gabriela na dno morskiej otchłani, gdzie spędził 50 dni. Ostatecznie miał się ukorzyć się przed wielkością Boga i zostać uczyniony królem Niniwy[63]. Tekst został zredagowany pod koniec XI w.[61][63]
23. Pirkej de-Rabi Eliezer („Rozdziały rabbiego Eliezera”) – zbiór midraszy do ksiąg Tory. Składa się z 54 rozdziałów i opisuje tradycje biblijne od stworzenia świata do epizodu bałwochwalstwa w Baal Peor (Lb 25,1–15). Naukowcy klasyfikując tekst określają go jako „przepisana Biblia” albo „narracja agadyczna”. Zbiór zawiera kilka wyjaśnień unikatowych w literaturze tradycji żydowskiej[64]. Według midraszu tonący faraon miał tuż przed śmiercią uwielbić Boga Izraelitów, co sprawiło, że i on został ocalony. Podobnym motyw można odnotować w midraszu Wajosza[65][63]. Zbiór charakteryzuje staranność w zakresie doboru słownictwa. Tekst został zredagowany około przełomu VIII i IX w. Wzmianki o tekście pojawiają się pismach rabinów (między innymi u Rasziego) w średniowieczu[64].
24. Midrasz Agada (hebr. ‏מדרש אגדה‎, „midrasz opowieści” [hagad]) – egzegetyczny midrasz na temat Tory (brakuje części tekstu do Księgi Powtórzonego Prawa[66]), złożony się głównie z fragmentów midraszu Mojżesza ha-Darszana. Midrasz Aggada został opracowany prawdopodobnie w XII w.[61] lub w XIV w.[66]
25. Midraszej Chanuka – zbiór późnoagadycznych midraszy, zawierające różne opowieści (agadoty) o buncie Mataiasza Hasmoneusza z którym została połączona historia Judyty i Holofernesa. Wpleciony został także wątek iusa primae noctis. Najstarsze midrasze z tego zbioru zostały zapisane prawdopodobnie nie wcześniej niż w X w.[61]
26. Pesikta Chadta (Midrasz Ma Rabu: „Jak różnorodne [ma rabu] są Twoje dzieła, Panie!” (Ps. 104,24)) – zbiór tekstów z różnych okresów oraz zaczerpnięte z różnych źródeł i dotyczą świąt. Tekst został zredagowany nie wcześniej niż w XII w.[61]
27. Midrasz Temura – pseudepigraficzny zbiór agadyczny mówiący o przemianach (temurot) jakie następują w świecie i w życiu człowieka. Tekst został zredagowany nie wcześniej niż pod koniec XII w.[60]
28. Bereszit zuta („Mniejsza Genesis”) – midrasz zebrany z wielu różnych źródeł. Zredagowany przez R. Samuela b. Nissim (Masnut z Aleppo), który żył na początku XIII w.[61]
29. Midrasz Tehilim, hebr. ‏מִדְרַשׁ תְּהִלּים‎ („Midrasz do Psalmów”), Agada Tehilim („Hagada [Opowieść] do Psalmów”) lub Szocher Tow („Szukający Dobra”) – hagadyczny midrasz homiletyczny do Księgi Psalmów. Obejmuje większość Psalmów (oprócz 123–131). Znaczne fragmenty tekstu są zapożyczone z midraszu Jalkut Szimoni („Antologia Szymona”)[m]. Tekst znany jest licznych rękopisów oraz wydań drukowanych (m.in. Konstantynopol 1512)[67].
30. Rut Raba (aram. „Wielka Księga Rut”) – homiletyczny midrasz do Księgi Rut, zredagowany prawdopodobnie przed VI w. w środowisku palestyńskich amoraitów (w języku hebrajskim misznaickim, z licznymi wstawkami słów greckich, a w licznych fragmentach narracyjnych występuje także język aramejski). Składa się z 8 parasz. Materiał został zapożyczony z Talmudu jerozolimskiego, i midraszy Be-reszit Raba, Ejcha Raba, Leviticus Raba oraz Pesikta de-Raw Kahana. Rut Raba została wydana drukiem już w 1519. Tytuł midraszu został przyjęty od wydania tekstu w Wenecji w 1545[69].
31. Ester Raba (hebr., dosł.: „Wielka Księga Estery”), Agadat Ester – homiletyczny midrasz do Księgi Estery. Tekst oparty na zapożyczeniach z Talmudu babilońskiego, Talmudu jerozolimskiego, dwóch targumach[n]) oraz midraszach (w tym Be-reszit Raba i Leviticus Raba). We wcześniejszych wersjach midrasz miał 6 części z poetyckimi wstępami, a w późniejszych 10 (po podzieleniu szóstej części na 5 nowych). Pierwsza część jest datowana na okres przed rokiem 550, a druga na XI-XII w.[70]

### Midrasz Raba
Do najbardziej znanych zbiorów midraszy należy Midrasz Raba (hebr., „Wielki Komentarz”) – zbiór komentarzy do Tory (w jego skład wchodzą wymienione już wyżej: Genesis Rabba (Be-reszit Raba), Leviticus Rabba (Wa-Jikra Raba), Exodus Raba (Szmot Raba), Numeri Raba (Be-midbar Raba) i Deuteronommium Raba (Dewarim Raba) i Ksiąg pięciu megilot). Poszczególne części powstawały w różnych okresach. Najmłodsze są midrasze do Księgi Wyjścia (Szmot Raba) i Księgi Liczb (Be-midbar Raba), których ostateczna redakcja miała miejsce w XII/XIII wieku. Poszczególne części w przeważającej mierze zawierały haggady – tylko w Midraszu do Księgi Liczb zawarte są halachy.

## Społeczne oddziaływanie literatury midraszowej
Wiele wybitnych autorytetów wyrażało się sceptycznie na temat nieprawdopodobnych opowieści i legend, zawartych w midraszach, a jednak odegrały one istotną i inspirującą rolę w życiu społeczności żydowskiej, szczególnie w zakresie edukacji. Dzięki lekkiej formie teksty te były przystępną formą edukacji uczniów akademii talmudycznych i jesziw. Były także zarodkiem dającym impuls do rozwoju wielu idei, a równocześnie określały wartości etyczne – nie tylko wybranemu, wąskiemu kręgowi naukowców, ale trafiały także do prostych ludzi. Midrasze wywarły też wpływ na wyznawców chrześcijaństwa, a także muzułmanów. Wspólnoty judeochrześcijańskie złożone głównie z Żydów do opisywania wydarzeń z życia Jezusa używały tego, będącego wówczas w powszechnym użyciu, rodzaju literackiego. Także Koran posługuje się cytatami z niektórych opowieści biblijnych w formie midraszy.